# Bisdom Green Bay
Het bisdom Green Bay (Latijn: Dioecesis Sinus Viridis) is een rooms-katholiek bisdom met als zetel Green Bay, in de Amerikaanse staat Wisconsin. Het bisdom is suffragaan aan het aartsbisdom Milwaukee. 

## Geschiedenis
Het bisdom werd opgericht op 3 maart 1868, uit delen van het bisdom Milwaukee, en was suffragaan aan het aartsbisdom Saint Louis. Op 12 februari 1875 veranderde het van kerkprovincie en werd suffragaan aan het nieuw verheven aartsbisdom Milwaukee. Op 3 mei 1905 verloor het gebied bij de oprichting van het bisdom Superior, en op 22 december 1945 bij de oprichting van het bisdom Madison.  

## Parochies
Het bisdom had in 2021 een oppervlakte van 27.775 km2 en telde 1.040.000 inwoners waarvan 34,1% rooms-katholiek was.

## Bisschoppen
- Joseph Melcher (3 maart 1868 - 20 december 1873)
- Francis Xavier Krautbauer (12 februari 1875 - 17 december 1885)
- Frederick Francis Xavier Katzer (13 juli 1886 - 30 januari 1891)
- Sebastian Gebhard Messmer (14 december 1891 - 28 november 1903)
- Joseph John Fox (27 mei 1904 - 7 november 1914)
- Paul Peter Rhode (5 juli 1915 - 3 maart 1945)
- Stanislaus Vincent Bona (3 maart 1945 - 1 december 1967; coadjutor sinds 2 december 1944)
  - John Benjamin Grellinger (hulpbisschop: 16 mei 1949 - 21 september 1974)
- Aloysius John Wycislo (4 maart 1968 - 10 mei 1983)
  - Mark Francis Schmitt (hulpbisschop: 30 april 1970 - 21 maart 1978)
  - Robert Fealey Morneau (hulpbisschop: 19 december 1978 - 7 oktober 2013)
- Adam Joseph Maida (8 november 1983 - 28 april 1990; kardinaal in 1994)
- Robert Joseph Banks (16 oktober 1990 - 10 oktober 2003)
- David Allen Zubik (10 oktober 2003 - 18 juli 2007)
  - Timothy Michael Dolan (apostolisch administrator: 28 september 2007 - 9 juli 2008)
- David Laurin Ricken (9 juli 2008 - heden)

## Galerij van afbeeldingen

Wapen van het bisdom
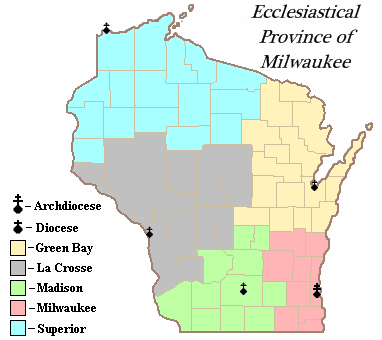
Kerkprovincie met aartsbisdom en suffragane bisdommen
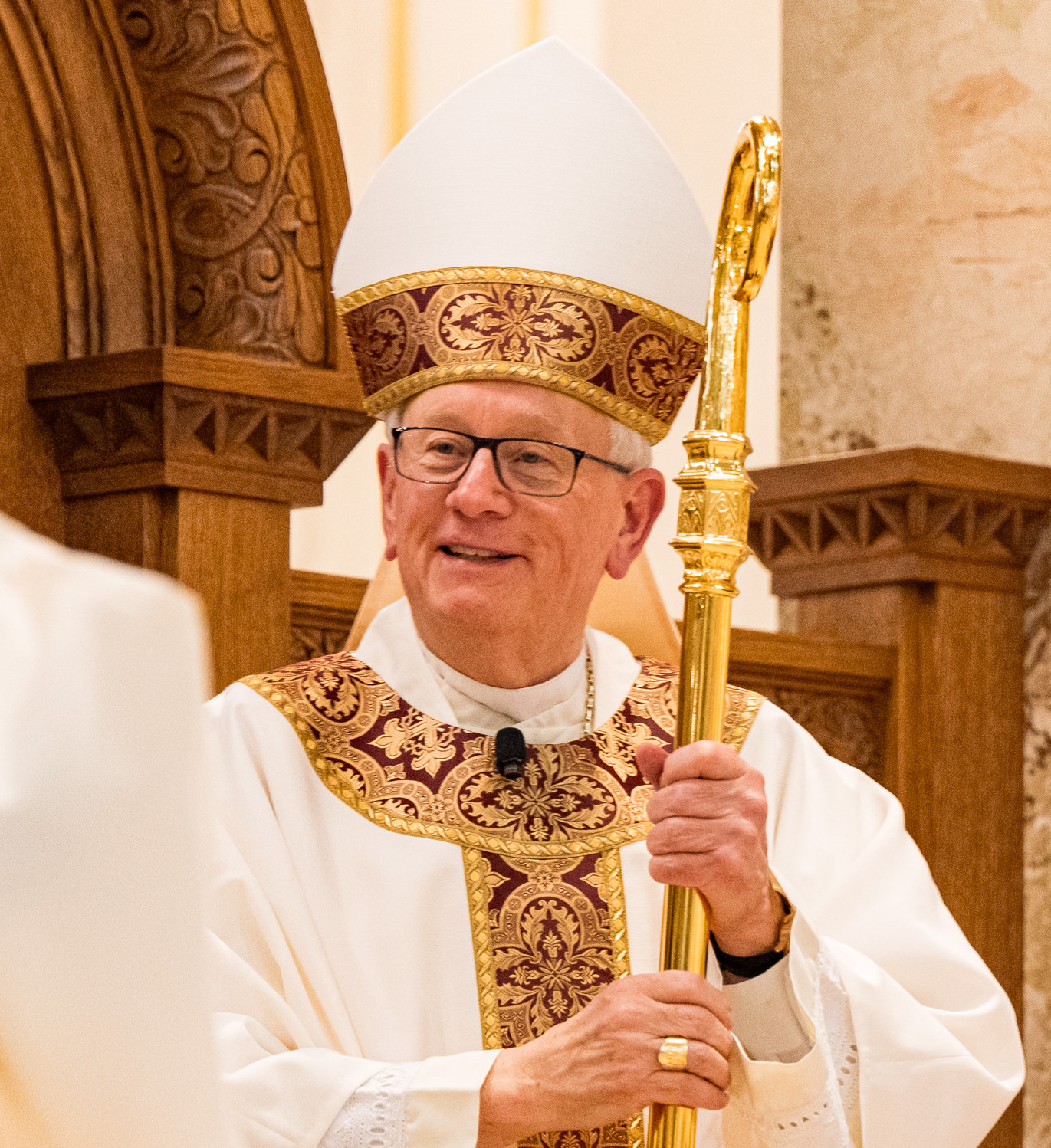
Bisschop David Laurin Ricken (2008-heden)
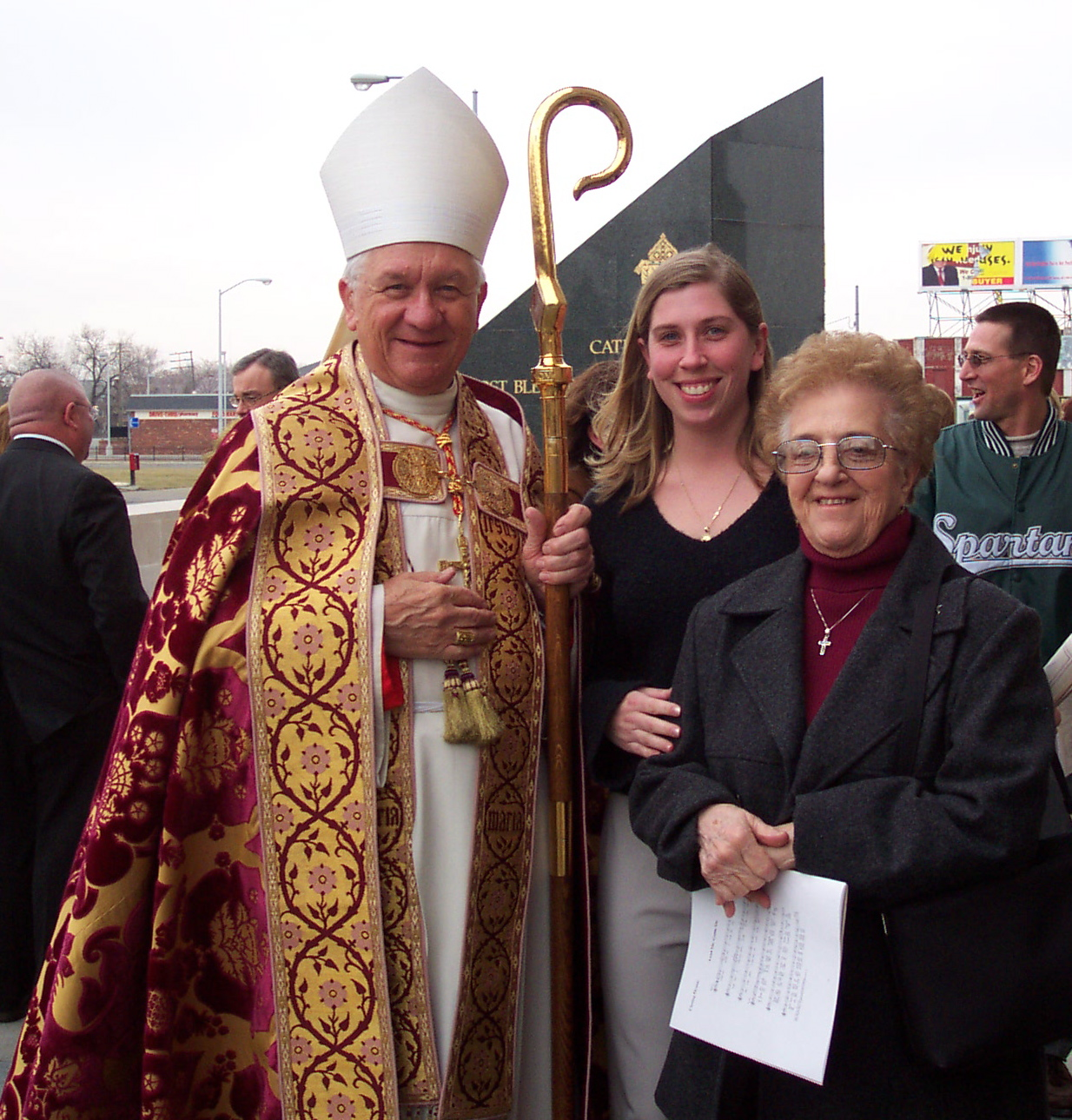
Bisschop Adam Joseph Maida (1983-1990), kardinaal in 1994

Milwaukee (aartsbisdom) · Green Bay · La Crosse · Madison · Superior